# باراگاکی: سامورایی شکست ناپذیر
باراگاکی: سامورایی شکست ناپذیر (燃えよ剣 Moeyo Ken) یک فیلم تاریخی، ساخته کشور ژاپن در سال ۲۰۲۱، به کارگردانی ماساتو هارادا است. قرار بود که فیلم در سال ۲۰۲۰ اکران شود، اما به دلیل همه‌گیری کووید-۱۹ اکران آن تا سال ۲۰۲۱ به عقب افتاد.

## داستان
هیجی‌کاتا توشیزو رؤیای خود را برای سامورایی شدن برآورده کرد. او به عنوان معاون فرمانده شین‌سن‌گومی، برای حفظ امنیت در کیوتو تلاش می‌کند. با این حال، در نهایت ژاپن وارد یک جنگ داخلی شد.

## بازیگران
- جون‌ایچی اوکادا در نقش هیجی‌کاتا توشیزو
- کو شیباساکی در نقش اویوکی
- ریوهی سوزوکی در نقش کوندو ایسامی
- ریوسوکه یامادا در نقش اوکیتا سوجی
- هیده‌آکی ایتو در نقش سریزاوا کامو